# Жоффруа I (герцог Бретані)
Жоффруа I Беранже (*Жоффруа I бл. 980  —20 листопада 1008) — герцог Бретані у 992—1008 роках.

## Життєпис
Походив з династії Ренн. Син Конана I, герцога Бретані, Ергеменгарди-Герберги Анжуйської. Народився близько 980 року. після смерті батька у 992 році успадкував владу, проте регентшею стала його мати. При цьому довелося протистояти амбіціями Одо II, графа Анжу, і Річарда I, герцога Нормандії. Водночас відновилися напади норманів на узбережжя герцогства.
У 994 році виник конфлікт з братом Юдикаелем, графом Нанту, якого було переможено та відправлено до столиці герцогства — Ренн. У 996 році було укладено союз з герцогством Нормандія, який підкріплено шлюбом сестри Жоффруа I з Річардо II Нормандським. В свою чергу Жоффруа I одружив сестру Річарда II.
1004 року після смерті Юдикаеля, Жоффруа I поставив єпископом і намісником Нанта Готьє II. Будіс, син Юдикаеля, що став новим графом Нанта, фактично втратив владу.
У 1007 році рушив у прощу до Риму. На шляху відвідав Парижу, де приніс оммаж Роберту II, королю Франції. У 1008 році повернувся до Бретані. На шляху до столиці Ренна Жоффруа I помер у Нанті. Владу успадкував його старший син Ален.

## Родина
Дружина — Гавіза, донька Річарда I, герцога Нормандії
Діти:
- Ален (997—1040), герцог Бретані у 1008—1040 роках
- Одо (д/н—1079)
- Евен (бл.998—після 1037)
- Адель (996—1067), аббатиса Сен-Жорж